# Tarsem Singh
Tarsem Dhandwar Singh (Pandzsáb, India, 1961. május 26. –) indiai filmrendező. 
Mozifilmes munkái mellett videóklipek és reklámfilmek rendezéséről is ismert.

## Élete és pályafutása
Apja repülőgépes mérnök. A Himalájában nőtt fel. Előtte Iránban élt, de apja oda küldte, mert látható volt, hogy Iránban a mullahok fognak hatalomra jutni, és úgy ítélte meg, hogy ez negatív következményekkel járna a gyermek neveltetésében.
Simla indiai városban a Bishop Cotton Schoolba járt, majd 1985-ben az Egyesült Államokba ment, és elvégezte az Art Center College of Designt (Pasadena, Kalifornia).
Zenés videóklipek rendezésével kezdte karrierjén, ezek között volt többek között a Hold On az En Vogue-tól, a Sweet Lullaby a Deep Foresttől és az R.E.M. slágere, a Losing My Religion. Ez utóbbi 1991-ben elnyerte „Az év legjobb videója” címet az MTV Video Music Awardson.
Több tucat reklámfilmet forgatott olyan márkáknak, mint a Nike, a Levi's és a Coca-Cola.
Első mozifilmje A sejt (The Cell) (2000) volt, aminek Jennifer Lopez a főszereplője. A második, A zuhanás  („The Fall”), egy fantasy-film, amely a 2006-os Torontói nemzetközi filmfesztiválon mutatkozott be, az észak-amerikai mozikba 2008-ban került.
2011-es, harmadik filmje az Immortals címet viseli (más címe: War of the Gods). Tervei között szerepel a Grimm-testvérek Hófehérke meséjének feldolgozása.
2020-ban 26 év után visszatért a videóklip-készítéshez, miután ő rendezte Lady Gaga 911 című kislemezének klipjét.
Londonban és Los Angelesben is van lakása.

### A Pepsi „We Will Rock You” reklámja
A spot, amit a Pepsinek rendezett, az egyik legjobban kidolgozott reklámnak számít.
A történetben római gladiátorok láthatók, a zene a Queen együttes We Will Rock You című száma.
A szereplőket olyanok alkotják, mint Enrique Iglesias (az európai/amerikai verzióban) és Amr Dijáb (a közel-keleti verzióban). Ők a császár figuráját játsszák, aki Pepsiket halmozott fel maga körül. Britney Spears, Pink és Beyoncé Knowles gladiátorokat alakítanak.
Eleinte a gladiátorok egymás ellen küzdenek, majd a császár ellen fordulnak.
A közel-keleti változatban, amikor megtámadják a császárt, az oroszlánt küld ellenük.
A film készítése után Beyoncé Knowles, Enrique Iglesias, Amr Dijáb és Pink is több nyilatkozatban dicsérték Tarsem rendezését.

## Filmográfia

### Film
| Év   | Magyar cím     | Eredeti cím   | Feladatkör | Feladatkör | Feladatkör |
| Év   | Magyar cím     | Eredeti cím   | Rendező    | Producer   | Író        |
| ---- | -------------- | ------------- | ---------- | ---------- | ---------- |
| 2000 | A sejt         | The Cell      | Igen       | Nem        | Nem        |
| 2006 | Zuhanás        | The Fall      | Igen       | Igen       | Igen       |
| 2011 | Halhatatlanok  | Immortals     | Igen       | Nem        | Nem        |
| 2012 | Tükröm, tükröm | Mirror Mirror | Igen       | Nem        | Nem        |
| 2015 | Önkívület      | Self/less     | Igen       | Nem        | Nem        |
| 2023 |                | Dear Jassi    | Igen       | Igen       | Nem        |

### Televízió
| Év   | Cím          | Feladatkör | Feladatkör      | Megjegyzések |
| Év   | Cím          | Rendező    | Vezető producer | Megjegyzések |
| ---- | ------------ | ---------- | --------------- | ------------ |
| 2017 | Emerald City | Igen       | Igen            | 10 epizód    |

## Díjak és jelölések
- Grammy-díj

## További irodalom
- Henry Keazor/Thorsten Wuebbena: Video thrills the Radio Star – Musikvideos: Geschichte, Themen, Analysen, Bielefeld, 2005 (lásd), 256-260. o.

## Fordítás
- Ez a szócikk részben vagy egészben az Tarsem Singh című angol Wikipédia-szócikk ezen változatának fordításán alapul.  Az eredeti cikk szerkesztőit annak laptörténete sorolja fel. Ez a jelzés csupán a megfogalmazás eredetét és a szerzői jogokat jelzi, nem szolgál a cikkben szereplő információk forrásmegjelöléseként.